# Produção da seda da teia de aranha em plataformas de microrganismo marinhos fotossintéticas
As aranhas construtoras de teia evolutivamente conseguiram criar um polímero que se molda para diversas funções e condições.  O tipo de seda que é característico nas teias de aranhas são excelente biocompostos com boas propriedades mecânicas, além de serem biocompatíveis com inúmeros organismo e biodegradáveis. Isso se deve por possuírem uma composição química diversa e estrutura que pode ser para a construção da teia orbital, sedas específicas para captura de presas, reprodução, fios de seda de segurança  para fugir de predadores e até o casulo.
O desejo de reproduzir esse esse tipo de polímero, além de utilizar plataformas produtoras que seja sustentáveis economicamente e ambientais. Chegou se na utilização das bactérias marinhas, em especial, a bactéria roxa fotossintética marinha, Rhodovulum suldolphilum.
A bactéria R. Suldolphilum, possui qualidades que possibilita estabelecer uma biofábrica ecologicamente correta. Ela cresce em água do mar, demanda dióxido de carbono e nitrogênio da atmosfera e usa energia solar. Portanto, a manutenção dessa plataforma requer somente  insumos abundantes, renováveis e inesgotáveis. O que torna uma plataforma de produção sustentável promissora para proteínas e biopolímeros, igualmente para a produção das sedas de aranha.
A seda da aranha é composta por fibras proteicas de vários tipos de espidroína ampulosa principal (MaSp), como MaSp1 e MaSp2. O MaSp é produzido na glândula ampular principal das aranhas. Mas, não é o único composto proteico. A título de exemplo, temos as fibras produzidas pela glândula flageliforme que são compostas somente por uma proteína, a proteína da seda flageliforme.
A equipe de pesquisadores alcançou a produção heterotrófica de MaSp em R. sulfidophilum sem enxofre em condições de crescimento foto-heterotrófico e fotoautotrófico. Desta maneira, utilizaram  modificaram geneticamente a bactéria para a produção da proteína MaSp1, o principal componente da seda da teia aranha que promove um papel  central no mecanismo de resistência a tração. Com uma receita simples de água do mar artificial, sal de bicarbonato, gás nitrogênio, extrato de levedura e irradiação com luz infravermelha na produção da proteína da seda com eficiência. Outra ponto a  observar-se é a confirmação que a superfície e as estruturas internas das fibras produzidas nas bactérias eram muito semelhantes às produzidas naturalmente pelas aranhas.

## Seda das teias de aranha
As aranhas são da ordem Araneae e pertencente ao filo Arthropoda que contém 40 mil espécies de aranhas descritas incluídas em 108 famílias. Essa diversidade de espécies de aranhas possuem dois grupos: as errantes, arranhas territoriais e caçadoras;  as construtoras de teias, arranhas que desenvolveram teias como estratégia para sobrevivência e captura de alimentos.
A seda contidas nas teias das aranhas construturas são filamentos proteicos que possuem propriedades mecânicas excelente. As sedas das teias são produzidas por um conjunto de glândulas abdominais e cada uma é responsável pela produção de um tipo específico de seda. Sendo que o número pode varia dependendo da espécie.
As aranhas tecedoras de teias orbitais, como por exemplo, as aranhas do gênero Nephila, é possuidora de um conjunto de glândulas abdominais composto por até sete tipos diferentes de glândulas: glândulas ampuladas maiores, ampuladas menores, flageliformes, cilindricas ou tubuliformes, aciniformes, piriformes e agregadas.
A principal proteína constituinte da seda da aranha é espidroína ampulosa principal (MaSp). Ela é produzida na principal glândula ampulada maior e menor das aranhas.  As  fibras da seda são compostas por diferentes tipos de MaSp e apresenta uma estrutura primária conservada que compreende três domínios: um domínio central repetitivo; um domínios N-terminal; um domínio C-terminal não repetitivos.
Os domínios repetitivos MaSp são arranjados em blocos alternados de sequências polialanina (o que confere um estrutura cristalina para fibra) e outra sequência rica em glicina (apresentando um estrutura amorfa para fibra) que são responsáveis pela alta resistência à tração e alta elasticidade, respectivamente, das fibras de seda de aranha.

## Construção deR. sulfidophilumque expressa MaSp1
A produção em grande escala da espidroína ampola foi atingida por meio de organismos hospedeiros recombinantes devido ao baixo rendimento das glândulas da seda das aranhas. Além das dificuldades da natureza e modo territorial das aranhas desempenham.
As proteínas espidroínas (MaSp) já foram expressas em experimentos/estudos anteriores com sucesso em bactérias recombinantes (Escherichia coli), leveduras (Pichia pastoris), células de insetos (bicho-da-seda), células de plantas (tabaco e batata) e células animais (camundongos e culturas de células de mamíferos). Por mais que exista alguns desafios para produzir espidroína, como plataforma produtora utilizada, já que as sequências repetitivas em tandem hidrofóbicas de MaSp1 podem reduzir a produtividade por fermentação microbiana ou as modificações modificações pós-traducionais. Além disso, o alto preço devido ao alto custo de produção pela matérias-primas utilizadas em sistemas de fermentação microbiana heterotrófica que podem contribuir com até 70% do custo de produção.
Entretanto, o objetivo é atingir um sistema sustentável e para isso chegou no emprego de microrganismos fotossintéticos como cianobactérias, bactérias roxas e microalgas. Devido a produção possuir um baixo custo econômico e sustentável no quesito nos insumos químico empregados. Até chegar na bactéria roxa fotossintética marinha, Rhodovulum suldolphilum.
Foi utilizado como vetor um plasmídeo exógeno na R. sulfidophilum via conjugação bacteriana. Esse plasmídeos derivados de pCF1010 e E. coli S17-1 como cepa doadora.
No cromossomo da R. sulfidophilum (número de acesso NZ_CP015418), dois genes de resistência a telurito que codificam a proteína de resistência a telurito da família TerB estavam presentes nos loci ‘A6W98_RS06280’ e ‘A6W98_RS17070’. Ambos os recursos de resistência à canamicina e telurito foram usados como marcadores de seleção para distinguir conjugantes positivos de R. sulfidophilum.
O plasmídeo construído continha um promotor trc (Ptrc), um híbrido promotor forte constitutivo em E. coli,  a sequência de sítio de ligação de ribossomo (RBS) "AGGAGA", região a montante do operon puf ( Responsável para ativa a codificação de uma proteína de coleta de luz e um complexo de centro de reação) em R. sulfidophilum, e uma sequência de domínio repetitivo de o gene MaSp1 de Nephila clavipes, que foi otimizado por códons para E. coli.
Esta cassete de gene foi localizada no sítio de clonagem múltipla de pBBR1MCS-2, mas na direção oposta do promotor lac (Plac) para evitar a influência do promotor lac em nossa expressão de proteína alvo.

## Produção foto-heterotrófica de diferentes tamanhos MaSp1
No método foto-heterotrófica inicia-se com a preparação do meio de cultura com  aproximadamente  a proporção de 0,4 g de massa úmida celular para a obtenção de a partir de 50 mL de uma cultura recombinante da R. sulfidophilum cultivada até a fase de crescimento estacionário com iluminação LED a 730 nm e irradiação a 20-30 W . m−2, por 4 dias.
A superexpressão das proteínas MaSp1 recombinantes não tenha sido muito efetiva em todas as culturas recombinantes de R. sulfidophilum. Embora, uma expressão positiva foi alcançada para proteínas MaSp1 quando empregou as células recombinantes recém-construídas que abrigam  a pBBR1-Ptrc-MaSp1- (1-mer, 2-mer, 3-mer ou 6-mer) por Western blotting (Detecção por meio do uso de um anticorpo monoclonal anti-His • Tag, que tem como alvo proteínas MaSp1- (1-mer, 2-mer, 3-mer ou 6-mer) marcadas com histidina.) e confirmada por análises de espectrometria de massa em tandem de cromatografia líquida.
O domínio repetitivo da MaSp1 em atingiu uma  construção que contém 33 resíduos. Os pesos moleculares teóricos para as proteínas alvo, incluindo sequências não-espidroína (His-Tag, S-Tag, enterocinase e locais de clivagem da trombina) na porção N-terminal são 7,9 kDa para o 1-mer (81 aa), 10,5 kDa para o 2-mer (114 aa), 13,1 kDa para o 3-mer (147 aa) e 20,9 kDa para o 6-mer (246 aa).  Além da confirmação da expressão das proteínas MaSp1, as quantidade de proteínas MaSp1 obtidas das culturas recombinantes de R. sulfidophilum, que foi em média de 3–10 mg L-1 (1-mer = 3,4 mg L− 1, 2-mer = 3,9 mg L-1, 3-mer = 10,2 mg L-1 e 6-mer = 6,8 mg L-1).
Para efeito de comparação, a expressão heteróloga de espidroínas num sistema de E. coli recombinante  foi em média de 0,3-1,2 g L-1 purificada. Em contraste com a informação anterior, este foi a primeira descrição de biossíntese com êxito de proteínas artificiais da seda de aranha em  bactéria fotossintética marinha sob condições foto-heterotróficas.
Por outro lado, já existem tentativas de expressar proteínas artificiais de seda de aranha com tamanhos próximos à seda de aranha nativa que foram alcançadas em E. coli modificada. O que poderia ser aplica do para uma plataforma  sustentável utilizando a R. sulfidophilum. Contudo, ainda há muitos obstáculos e desafios que precisam ser superados para a promoção de um hospedeiro com todo aparato que que tenha uma capacidade metabólica (Ex. Alta demanda por tRNAs de glicina e alanina) e estabilidade das construções genéticas (Ex. Sequências de DNA longas e altamente repetitivas).

## Crescimento fotoautotrófico e produção heterotrófica de MaSp1
A produção fotoautotrófica é objetivo, em tese e ideal, para a maioria das fabricas celulares. Onde a finalidade é promover organismos fotossintéticos marinhos ou não nos quais podemos aplicar um modelo de operação de crescimento usando matérias-primas não alimentares renováveis e água do mar como meio de cultivo.
A R. sulfidophilum portadora do pBBR1-Ptrc-MaSp1- (6-mer) foi cultivado em meio de água do mar artificial (ASW) submetida a luz de LEDs (730 nm, 20-30 W . m−2) com um sal de bicarbonato (1 gL− 1) como fonte de carbono inorgânico e gás nitrogênio (0,5 Ld−1) como fonte de nitrogênio por 7 dias. A escolha da MaSp1-(6-mer) deu-se por possuir um o peso molecular mais alto entre as variantes da  MaSp1 e por essa variação contribuir com mais resistência à tração para a fibra de seda da aranha. O bicarbonato de sódio foi usado para fornecer carbono inorgânico porque os sais de bicarbonato têm maior solubilidade e menores custos no transporte do que o CO2 gasoso para o meio de cultivo.
Para este tipo de condição, foram adequados a incidência de luz com a intensidade 8 a 50Wm−2 e comprimento de onda de 730, 800 e 850 nm. Além de de utilizar alguns nutrientes adicionais (extrato de levedura, vitamina, ferro e fósforo) que são deficientes em meio ASW no crescimento de R. sulfidophilum recombinante. Nessas condições a massa seca celular (CDM) diminuiu de 0,90 gL−1 para 0,66 g L−1 e 0,39 gL−1 na ausência de extrato de levedura e fósforo, respectivamente. Além de constatar que ser incapaz de crescer em meio ASW sem o fornecimento de NaHCO3, gás N2 ou fósforo. Portanto, sobre um meio de cultura com os nutriente apropriados( fonte de carbono, nitrogênio e fósforo inorgânico), o crescimento celular aumentou significativamente de 0,34 ± 0,02gL−1 para 0,58 ± 0,08gL−1 (Obteve um aumento de 1,7 vezes) na presença de extrato de levedura  e na presença de fósforo foi de 0,81 ± 0,02gL−1 (Obteve um aumento de 2,4 vezes ). Por conseguinte, o maior CDM alcançado foi com adição de extrato de levedura e fósforo, que rendeu 1,04 ± 0,06 gL-1 (Obtenção de um aumento de 3,1 vezes).
O rendimento de da proteína MaSp1 recombinante foi em média de 0,2 mg L-1. O que totaliza a  um percentual de 2% de MaSp1 das proteínas totais foram observados nos meios de cultura com nitrogênio, fósforo e uma fonte de carbono.  No entanto, a produção da proteína tornou-se maior com adição de extrato de levedura. Esse aumento promoveu um rendimento da MaSp1 de 0,12 ± 0,10 mg L−1 para 3,93 ± 2,76 mg L−1. O fundamento para a elevação é principalmente o extrato ser fonte de nitrogênio que promove a biossíntese de proteínas. Enquanto, o fósforo é um macronutriente e heteroelemento essencial em muitos compostos celulares que propicia o crescimento de produtores primários.

Não obstante, uma otimização é necessária para que promova um maior  crescimento celular e valores superiores de rendimento da MaSp1 comparável aos do meio Marine Broth (CDM = 1,48 ± 0,01 gL-1 com rendimento da MaSp1 = 52,28 ± 11,20 mg L-1). O que permite demonstrar que o uso de uma plataforma fotoautotrófica para síntese heterotrófica de proteínas da seda usando principalmente matérias-primas não alimentares renováveis é possível.